# James Rothman
James Rothman (Haverhill, 3 novembre 1950) è un biologo statunitense.
James E. Rothman è professore di Scienze Biomediche dell'Università di Yale ed anche professore alla UCL di Londra ed è divenuto famoso per essere stato insignito del premio Nobel per la medicina nel 2013 assieme a Randy Schekman e Thomas Südhof, per la scoperta del complesso proteico che permette alle vescicole di fondersi con le membrane cellulari, processo coinvolto nella comunicazione cellulare.

Merito di Rothman e dei colleghi insigniti del Premio Nobel è stata la ricerca che ha permesso loro, a partire dalla fine degli anni Ottanta, di clonare e sequenziare i geni contenenti le "istruzioni" per sintetizzare le proteine che controllano e regolano il funzionamento delle vescicole contenenti diversi neurotrasmettitori nonché le modalità con le quali gli stessi vengono rilasciati dalle cellule.  Negli ultimi anni, Rothman ha avviato una collaborazione con il Pediatra Neuroscienziato Vincenzo Salpietro dell'Istituto Gaslini di Genova, focalizzando i suoi interessi di ricerca sulle sinaptopatie ed in particolare sulla caratterizzazione di geni associati a patologie della trasmissione sinaptica nei bambini, inclusi i disturbi dello spettro autistico.

## Formazione
Rothman ha ricevuto il suo Bachelor of Arts alla Yale University nel 1971, e il dottorato di ricerca in biochimica ad Harvard. È stato assegnista di ricerca (Postdoctoral fellow) presso il Massachusetts Institute of Technology, tra il 1976 ed il 1978.

## Carriera
Rothman ha iniziato la sua carriera presso il Dipartimento di Biochimica presso la Stanford University nel 1978. È stato alla Princeton University tra il 1988 ed il 1991: Successivamente, a New York, ha fondato il Dipartimento di Biochimica e Biofisica Cellulare presso il Memorial Sloan-Kettering Cancer Center, dove è stato anche vice presidente del Sloan-Kettering Institute.

Nel 2003 ha lasciato lo Sloan-Kettering ed è quindi diventato professore di fisiologia presso il Collegio dei Medici e Chirurghi della Columbia University e capo del Columbia Center di Biologia Chimica.
Rothman è un membro dell'Accademia Nazionale delle Scienze degli Stati Uniti ed il suo Istituto di Medicina.
Nel 1995, Rothman si è unito al comitato di consulenza scientifica della compagnia farmaceutica del Regno Unito, Amersham plc (che successivamente prese il nome di Amersham Biosciences e Amersham Health). Quando nel 2003 la Amersham è stata acquisita dalla GE Healthcare, una compagnia che si occupa di imaging medicale, diagnostica medica, sistemi di monitoraggio paziente, nuovi farmaci e tecnologie di produzione biofarmaceutica, Rothman è stato nominato capo consigliere scientifico.

## Ricerca e riconoscimenti
A Rothman nel 2010 è stato assegnato il Kavli Prize in neuroscienze insieme a Richard Scheller (della società specializzata in attività biotecnologiche Genentech) e Thomas C. Südhof (della Stanford University School of Medicine) per le sue scoperte inerenti alle "basi molecolari del rilascio di neurotrasmettitori", Nel 2013, insieme al connazionale Randy Schekman ed al tedesco Thomas Südhof, è stato insignito del Premio Nobel per la medicina grazie alle scoperte sui meccanismi che regolano il sistema di trasporto all'interno delle cellule.